# Инцидент в Венло
Инцидент в Венло́ произошёл в начале Второй мировой войны (9 ноября 1939), когда немецкая Служба безопасности (СД) совершила захват двух агентов Секретной службы Британии (SIS) и офицера голландской разведки на приграничной территории нейтральных на тот момент Нидерландов.

## Предыстория
После объявления Великобританией войны нацистской Германии 3 сентября 1939 года премьер-министр Великобритании Невилл Чемберлен все еще заинтересованно стремился к компромиссному миру с Гитлером, чтобы предотвратить долгую и кровопролитную войну с Германией. Эта заинтересованность подкреплялась тем, что британскому правительству было хорошо известно о существовании широко распространенной оппозиции Гитлеру среди руководителей немецкой армии.
Осенью 1939 года немецкая оппозиция действительно пыталась завязывать контакты с британскими чиновниками. В октябре мюнхенский адвокат Йозеф Мюллер связался с британцами через Ватикан при содействии полковника Ганса Остера. Теодор Кордт, младший брат Эриха, преследовал аналогичные цели в Берне.
Шведский промышленник Биргер Далерус пытался установить мир с помощью ранней формы челночной дипломатии, частично осуществлявшейся на голландской земле. А в начале октября посол Нидерландов в Анкаре Филипс Кристиан Виссер передавал мирные предложения по линии предложений Далеруса, сделанные бывшим заместителем канцлера Гитлера, а затем послом в Турции Францем фон Папеном, британскому послу сэру Хью Нэтчбуллу. 
Тем не менее все дипломатические попытки избежать Второй мировой войны в Европе в дни, предшествовавшие вторжению Германии в Польшу в сентябре 1939 года, ни к чему не привели. Поэтому, когда немецкому эмигранту по имени Фишер удалось завоевать доверие изгнанного католического деятеля Карла Шпикера, информатора британской разведки в Нидерландах, британская SIS заинтересовалась информацией, которую предлагал Фишер.

## Разведывательная игра

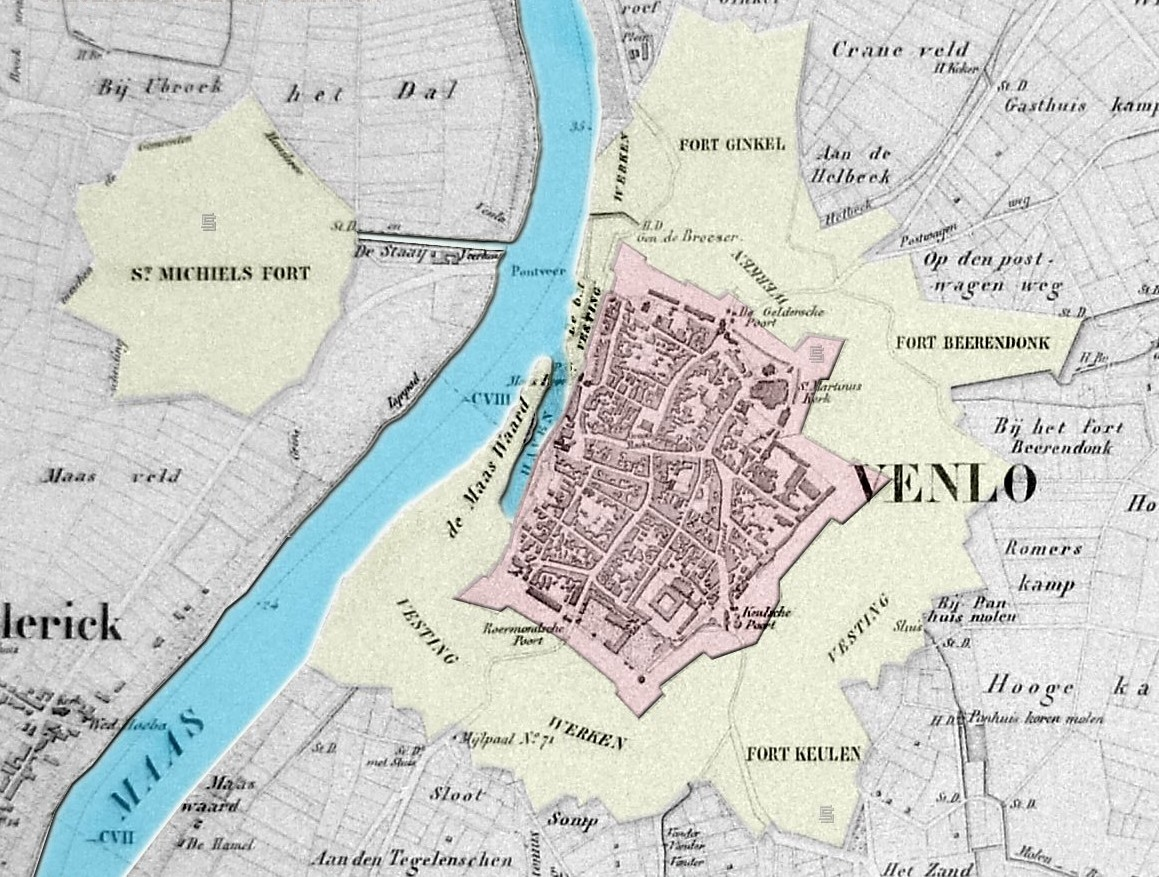
Исторический Венло на реке Маас

Осенью 1939 года Вальтер Шелленберг по приказу своего начальника Гейдриха включился в секретную операцию СД по внедрению в секретную разведывательную службу Великобритании, изучению её взаимодействия со спецслужбами Нидерландов и выявления её связей с антигитлеровской оппозицией в Германии. Разведывательную операцию в Нидерландах, которая велась СД уже несколько месяцев, курировал глава СС Гиммлер, который одновременно информировал о её ходе Адольфа Гитлера, непосредственно же ею руководил Гейдрих. В рамках данной операции в октябре  1939 года немецкий эмигрант в Нидерландах по имени Франц, являвшийся на самом деле агентом СД с кодовым именем F-479, вступил в контакт с британскими разведчиками, в частности с капитаном Пейн-Бестом, пообещав снабжать его информацией об антигитлеровской оппозиции в рядах вермахта. Он сумел уверить Беста, что у него имеются связи среди высших офицеров германской армии, и что в немецких войсках также существует довольно сильное движение сопротивления гитлеровскому режиму. Вскоре он начал снабжать британцев подготовленной в СД дезинформацией.
Когда война началась, F-479 сообщил Шелленбергу, что английская разведка теперь более чем когда-либо заинтересована в контактах с германской «оппозицией», которая, как считали англичане, деятельно готовит свержение Гитлера. Информационная «игра» зашла уже так далеко, что англичане уже ожидали встречи с одним из крупных деятелей этой вымышленной в СД «оппозиции».
Затем Гейдрих поручил Шелленбергу лично встретиться с британскими разведчиками. Для Шелленберга была разработана легенда, по которой он являлся капитаном вермахта Шеммелем, служившим в транспортном отделе главного командования вермахта и являвшимся доверенным лицом одного из генералов, будто бы готовившего военный переворот.
При встрече 21 октября Бест отвёз Шелленберга в Арнем, где познакомил со своим коллегой майором Ричардом Стивенсом и офицером нидерландского генерального штаба Клопом, представившимся британским офицером Коппенсом (Coppins). Британские агенты пришли к выводу, что они завербовали очень ценного агента. «Шеммель» передал им список с фамилиями офицеров, якобы настроенных против гитлеровского режима, а также сообщил имя генерала, готового возглавить сопротивление. «Шеммель» пообещал Бесту привести этого генерала на их следующую встречу, которая была назначена на 30 октября. Он не исключил возможности того, что указанный генерал пожелает полететь вместе с ним в Лондон, чтобы продолжить и завершить переговоры на высшем уровне. Бест и Стивенс с энтузиазмом встретили это сообщение и заверили его, что с этого дня на голландском аэродроме Шипноль для этой цели будет постоянно дежурить специально выделенный для этого самолет.
При следующей встрече 30 октября Клоп организовал задержание и обыск Шелленберга и его спутника голландской полицией, чтобы внимательно ознакомиться с его документами. Обыск не дал результатов, поскольку Шелленбергу удалось скрыть предметы, обличавшие его в принадлежности к службе СС. Британцы же продолжали доверять Шелленбергу и до такой степени, что даже предоставили ему радиопередатчик для ускорения связи. В течение нескольких недель Шелленберг усыплял бдительность британской и нидерландской разведок и попытался внедриться в SIS с целью разузнать о готовящихся операциях английской разведки.
С вечера 7 ноября по приказу из Берлина Шелленберга стал охранять специально выделенный для этого отряд эсэсовцев, имевший задачу не допустить его похищения противником, даже если для этого придется вторгнуться на территорию Нидерландов. Сам Шелленберг с этого времени контактировал с англичанами только на ближайшей приграничной территории, постоянно находясь под негласным присмотром своего отряда охраны.  
Поскольку немецкая спецслужба установила с полной определенностью, что Бест и Стивенс являлись резидентами британской разведки, обладавшими очень важной информацией, у Гейдриха возникла идея захватить их. Против этого возражал Риббентроп, но Гитлер не стал его слушать, поскольку в то время он полностью доверял Гиммлеру.

## Операция захвата

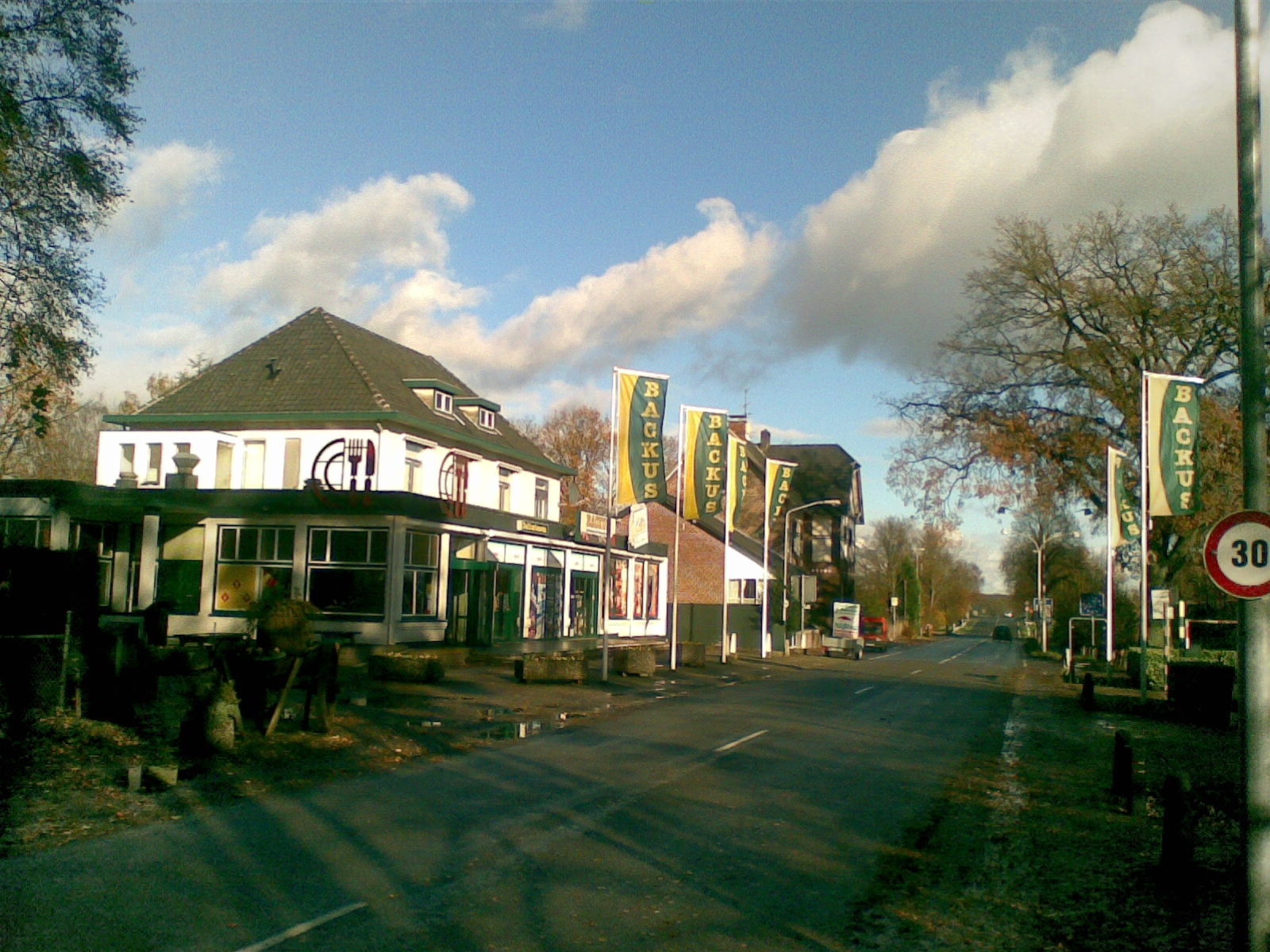
Кафе Бакус, Нидерланды, недалеко от границы с Германией

Поводом к началу операции захвата послужило неудачное покушение на Гитлера 8 ноября 1939. Гитлер при взрыве не пострадал, но был разгневан покушением и посчитал, что за этим стоит британская секретная служба. Основываясь на этом предположении, он отдал Гиммлеру срочный приказ прервать разведывательную игру и захватить английских «коллег» Шелленберга во время переговоров в Нидерландах и доставить их в Германию. 
Передавая этот приказ, Гиммлер специально указал Шелленбергу, что фюреру будет безразлично, что если при захвате британских разведчиков произойдет нарушение голландской государственной границы. Он приказал использовать для этой операции приставленный для охраны Шелленберга отряд эсэсовцев. Гиммлер закончил свои указания сообщением, что приказ об операции исходит непосредственно от самого фюрера, что исключало возможность любых возражений со стороны Шелленберга.
На следующий день, 9 ноября 1939 года, Шелленберг сидел в кафе «Backus» в приграничном городе Венло, всего в нескольких метрах от германской границы. Торопясь на встречу, британские агенты оторвались от отряда голландской полиции, которая должна была защищать их от захвата немцами, и это стало их роковой ошибкой. Увидев «Бьюик» Беста, Шелленберг вышел, так как он не должен был допустить, чтобы британцы зашли в кафе. В этот же момент открытый автомобиль с эсэсовцами под командованием Науйокса, сбив пограничный шлагбаум, поравнялся с машиной британцев. Налётчики открыли огонь в воздух с целью навести панику среди голландцев, а затем быстро скрутили всех троих, включая Клопа, который пытался отстреливаться от эсэсовцев из револьвера, но был сразу же тяжело ранен эсэсовцем очередью из пистолет-пулемета. Вместе с агентами эсэсовцы также схватили и вывезли водителя Беста голландца Яна Лемменса. После их захвата машина с эсэсовцами немедленно покинула территорию Нидерландов, двигаясь задним ходом - все события происходили всего лишь в пяти метрах от государственной границы. Эсэсовцы тяжело раненого Клопа посадили в машину Беста, в которой его вывезли в Германию. 
Шелленберг также спешно покинул место событий и скрылся на немецкой территории. Операция увенчалась полным успехом, поскольку захваченные врасплох голландские пограничники не сумели предпринять ничего, чтобы помешать внезапному налету на свою территорию.

## Последствия
За успешно проведенную операцию Гитлер лично наградил Шелленберга и Науйокса Железным крестом I степени, а все бойцы спецотряда (12 человек) были награждены Железным Крестом II класса. Фюрер пригласил их всех на званый ужин в рейхсканцелярию. 
Оба британских разведчика, по послевоенному свидетельству следователей гестапо, при допросах выдали всё, что они знали, при том, что никаких пыток к ним не применялось. Кроме того, при обыске у Стивенса немцы нашли и изъяли список агентов SIS в Европе, что вместе с показаниями британских разведчиков нанесло огромный ущерб разведывательным структурам Британии. 
Из захваченных документов раненого лейтенанта немцы установили, что Коппенс на самом деле вовсе не англичанин, а офицер голландского генерального штаба по фамилии Клоп. Ухватившись за этот факт, Вальтер Шелленберг специально сфальсифицировал показания уже умершего Клопа, чтобы создать впечатление, что Нидерланды нарушали обязательства о нейтралитете, пойдя на сотрудничество с британцами. Это послужило, с точки зрения Адольфа Гитлера, весомым поводом для вторжения немецких войск в Нидерланды. Когда полгода спустя, 10 мая 1940 года, Германия объявила войну Нидерландам, в отправленной германской ноте отдельным пунктом стояло обвинение правительству страны в нарушении нейтралитета.
Инцидент в Венло имел также серьезные внешнеполитические последствия: были не только испорчены британо-голландские отношения, но и у французского правительства возникли сильные подозрения, что Лондон пытается заключить сепаратный мир с Германией за спиной Франции. А внутри Германии после событий в Венло престиж Гитлера сильно возрос, поскольку ему удалось одержать грандиозную пропагандистскую победу, в том числе путем приписывания британцам участия в покушении на его жизнь. 
«Дело Венло» и другие провалы вынудили английскую разведку вывести из Франции, Нидерландов и Германии почти всю свою «засвеченную» агентуру, которая была теперь раскрыта немецкой контрразведкой и находилась в опасности ареста или захвата противником. Как сказал позднее один британский чиновник, «вся наша шпионская система в Западной Европе была уничтожена ... одним махом». Впрочем, он также указал, что для британцев это явилось «нечаянным благословением», поскольку ранее созданная ими разведывательная сеть была в значительной мере уже раскрыта немцами и в любом случае была неэффективна. 
Катастрофический ущерб, нанесенный британской шпионской сети в Европе захватом немцами двух её резидентов и списка агентов, привел к тому, что новый премьер-министр Черчилль в 1940 году создал свое собственное агентство по разведке и саботажу — Управление специальных операций. Этот инцидент также высветил для британской оппозиции тот факт, что правительство Чемберлена все ещё стремилось к соглашению с Германией, хотя официально тот продолжал призывать нацию к величайшим военным усилиям. Это обстоятельство возмутило Черчилля до такой степени, что он до самого конца войны был против оказания какой-либо поддержки немецкой оппозиции Гитлеру.
В Лондоне информацию о позорном провале секретной операции в Венло сочли настолько щекотливой, что британские власти засекретили касающееся её доcье вплоть до 2015 года.

## Судьба захваченных разведчиков и водителя
Тяжело раненый Клоп был помещен в протестантскую больницу в Дюссельдорфе, где он в тот же день умер, не приходя в сознание. 
В Нидерландах, где о смерти Клопа не знали, на уже умершего офицера завели уголовное дело по факту нарушения приказа, поскольку он прервал встречу и при этом применил оружие. 29 декабря 1939 года тело Клопа немцы вывезли для бальзамирования, заявив, что оно принадлежит умершему коммунисту Томасу Кремпу. Сначала предполагалось, что тело используют в показательном судебном процессе. Однако затем нацистские власти отказались от этой идеи, поэтому тело голландского офицера было кремировано и похоронено на Дюссельдорфском кладбище под неизвестным именем. Урна с его прахом не найдена до сих пор. 
Что касается Яна Лемменса, разведслужба СД после расследования установила, что он не имеет никакого отношения к разведывательной деятельности, а является лишь обычным водителем. Как не представляющий никакого интереса для немецких спецслужб, он был освобожден из тюрьмы в конце 1940 года и вернулся в уже оккупированную врагом свою страну.
Оба захваченных британских разведчика были помещены в особый Т-образный блок нацистского концлагеря, где они находились до конца войны. Правда, в отличие от других заключенных концлагеря, они жили в довольно благоприятных условиях, имея возможность пополнять свой гардероб, свою библиотеку и даже слушать радио, чтобы быть в курсе событий войны. Они были освобождены союзными войсками после окончания войны и прожили после неё долгую жизнь.